# ずぼんぼ
ずぼんぼとは、虎や獅子舞の外見をした紙製の玩具。和紙を材料とし、足の部分にシジミをつける。蹄を模って付けられるシジミは、錘としての役割も持つ。天明年間に登場し、浅草雷門周辺の店で売り出された。ずぼんぼの四方を小さな屏風で囲い、団扇で扇ぐことで躍らせて遊ぶ。名前は獅子舞を躍らせる時の拍子に由来する。明治以降姿を消したが、1898年（明治31年）に新年の遊びとして広島で再度流行した。